# Оленовка (Ореховский район)
Оле́новка (укр. Оленівка) — село,
Новотаврический сельский совет,
Ореховский район,
Запорожская область,
Украина.
Код КОАТУУ — 2323985706. Население по переписи 2001 года составляло 575 человек.

## Географическое положение
Село Оленовка находится на расстоянии в 1,5 км от села Трудолюбовка и в 2-х км от посёлка Кирпотино.
По селу протекает пересыхающий ручей с запрудой.
Рядом проходит железная дорога, станция Кирпотино в 2,5 км.

## История
- 1896 год — дата основания как хутор Оленовка.
- 1903 год — получил статус село.

## Объекты социальной сферы
- Оленовский УВК «Школа-детсад».